# Maaleht
Maaleht („Landblatt“) ist eine Wochenzeitung in Estland. Sie erschien erstmals am 1. Oktober 1987, noch unter sowjetischer Besetzung Estlands aber bereits im Zeichen größerer Freiheiten durch Glasnost und Perestroika. Die Redaktion von Maaleht befindet sich in der estnischen Hauptstadt Tallinn.
Maaleht ist hauptsächlich an eine Zielgruppe außerhalb der Städte gerichtet. Die Leserschaft, zu der auch viele estnische Landwirte gehören, ist über die Jahre hinweg relativ stabil geblieben. Heute erreicht Maaleht bei einer Auflage von wöchentlich 42.000 Stück 127.000 Menschen, ca. ein Zehntel der estnischen Bevölkerung. Sie steht damit bei der Leserschaft an Platz drei nach Postimees und Õhtuleht.
Maaleht gehört seit 2007 zur AS Eesti Ekspress Grupp des estnischen Medienunternehmers Hans H. Luik. Zum Konzern gehören auch die wichtigste politische Wochenzeitung Estlands, Eesti Ekspress, die Tageszeitung Eesti Päevaleht und das auflagenstärkste Boulevardblatt des Landes, Õhtuleht. Ab 1. Oktober 2009 werden die Verlagshäuser AS Maaleht und Eesti Ekspressi Kirjastuse AS zum Zeitungskonzern AS Eesti Ajalehed zusammengefasst.